# Moyobamba
Moyobamba je město v Peru, hlavní město departementu San Martín. Podle sčítání obyvatel v roce 2017 v něm žilo přes 50 tisíc lidí. Založeno bylo Juanem Pérezem de Guevarou v roce 1540 pod názvem Santiago de los Ocho Valles de Moyobamba na místě inckého sídla. Leží u řeky Mayo v nadmořské výšce kolem 860 m. Nachází se v něm katedrála zasvěcená svatému Jakubovi, postavená v letech 1948–1950.

## Partnerská města
- Arequipa, Peru
- Bilbao, Španělsko
- Iquitos, Peru
- Loja, Ekvádor
- Manaus, Brazílie
- Toledo, Španělsko